# Grote Prijs van Wallonië 2024
De Belgische wielerwedstrijd Grote Prijs van Wallonië werd verreden op 18 september 2024 en kende zowel een mannen- als een vrouweneditie.

## Mannen
De vorige editie van deze wedstrijd werd bij de mannen gewonnen door de Spanjaard Gonzalo Serrano, deze 64e editie eindigde hij als zestiende. Zijn opvolger werd zijn landgenoot Roger Adrià die in een sprint om de eindzege onder meer de Eritreeër Biniam Girmay (vierde) en de Nederlander Rick Pluimers (vijfde) achter zich liet. Naast Adrià stond nog een Spanjaard op het podium in de naam van Alex Aranburu. De Fransman Clément Champoussin sloot het podium af met een derde plaats. In de top tien van deze wedstrijd eindigden eveneens twee Belgen, dit waren Tim Wellens en Quinten Hermans. Adrià was de sterkste in de sprint die werd gereden met in totaal 23 renners, de eerstvolgende renners finishten maar enkele seconden later. De finish was op de Citadel van Namen in de gelijknamige stad.
De wedstrijd was onderdeel van de UCI ProSeries.

### Uitslag
| Plaats  | Naam                | Ploeg                   | tijd     |
| ------- | ------------------- | ----------------------- | -------- |
| Winnaar | Roger Adrià         | Red Bull-BORA-hansgrohe | 4u41'16" |
| 2       | Alex Aranburu       | Movistar Team           | z.t.     |
| 3       | Clément Champoussin | Arkéa-B&B Hotels        | z.t.     |
| 4       | Biniam Girmay       | Intermarché-Wanty       | z.t.     |
| 5       | Rick Pluimers       | Tudor Pro Cycling Team  | z.t.     |
| 6       | Tim Wellens         | UAE Team Emirates       | z.t.     |
| 7       | Quinten Hermans     | Alpecin-Deceuninck      | z.t.     |
| 8       | Joseph Blackmore    | Israel-Premier Tech     | z.t.     |
| 9       | Axel Zingle         | Cofidis                 | z.t.     |
| 10      | Rui Oliveira        | UAE Team Emirates       | z.t.     |

## Vrouwen
Bij de vrouwen werd de derde editie verreden van deze wedstrijd, die officieel bekendstaat onder de naam St. Feuillien Grand Prix de Wallonie. De Poolse titelverdedigster Marta Lach nam deze editie niet deel. Na 140 kilometer koers werd er gesprint om de zege van deze editie met 14 overgebleven rensters. De Nederlandse Karlijn Swinkels bleek de sterkste op de Citadel van Namen en boekte hiermee haar eerste overwinning van het seizoen. De Nederlandse Anouska Koster eindigde eveneens op het podium, zij werd derde nadat de Italiaanse Elisa Longo Borghini te sterk voor haar bleek. De Belgische rensters Justine Ghekiere en Margot Vanpachtenbeke eindigden respectievelijk als vijfde en zesde in deze wedstrijd.

### Uitslag
| Plaats  | Naam                  | Ploeg                           | tijd     |
| ------- | --------------------- | ------------------------------- | -------- |
| Winnaar | Karlijn Swinkels      | UAE Team ADQ                    | 4u37'54" |
| 2       | Elisa Longo Borghini  | Lidl-Trek                       | z.t.     |
| 3       | Anouska Koster        | Uno-X Mobility                  | z.t.     |
| 4       | Amber Kraak           | FDJ-Suez                        | z.t.     |
| 5       | Justine Ghekiere      | AG Insurance-Soudal Team        | z.t.     |
| 6       | Margot Vanpachtenbeke | VolkerWessels                   | z.t.     |
| 7       | Maëva Squiban         | Arkéa-B&B Hotels                | z.t.     |
| 8       | Letizia Borghesi      | EF-Oatly-Cannondale             | z.t.     |
| 9       | Évita Muzic           | FDJ-Suez                        | z.t.     |
| 10      | Nadia Quagliotto      | Laboral Kutxa-Fundación Euskadi | z.t.     |

Ronde van Valencia ·
Figueira Champions Classic ·
Ronde van Oman ·
Clásica de Almería ·
Ronde van de Algarve ·
Ruta del Sol ·
Ardèche Classic ·
Drôme Classic ·
Kuurne-Brussel-Kuurne ·
Trofeo Laigueglia ·
Nokere Koerse ·
Milaan-Turijn ·
GP Denain ·
Bredene Koksijde Classic ·
Grote Prijs Miguel Indurain ·
Scheldeprijs ·
Brabantse Pijl ·
Ronde van de Alpen ·
Ronde van Turkije ·
Grote Prijs van Plumelec ·
Tro Bro Léon ·
Ronde van Hongarije ·
Vierdaagse van Duinkerke ·
Boucles de la Mayenne ·
Ronde van Noorwegen ·
Circuit Franco-Belge ·
Brussels Cycling Classic ·
Dwars door het Hageland ·
Ronde van België ·
Ronde van Slovenië ·
Ronde van het Qinghaimeer ·
Ronde van Wallonië ·
Arctic Race of Norway ·
Ronde van Burgos ·
Ronde van Denemarken ·
Ronde van Duitsland ·
Maryland Cycling Classic ·
Ronde van Groot-Brittannië ·
Grote Prijs van Fourmies ·
GP Industria & Artigianato-Larciano ·
Coppa Sabatini ·
Grote Prijs van Wallonië ·
Ronde van Luxemburg ·
Super 8 Classic ·
Ronde van Langkawi ·
Ronde van het Münsterland ·
Ronde van Emilia ·
Parijs-Tours ·
Coppa Bernocchi ·
Ronde van de Drie Valleien ·
Ronde van Piemonte ·
Ronde van het Taihu-meer ·
Ronde van Veneto ·
Japan Cup ·
Veneto Classic